# Zakerzonia

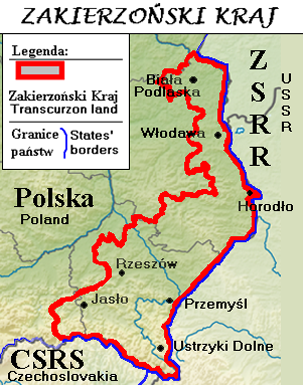
Zakerzonia

Zakerzonia (tiếng Ukraina: Закерзоння, Trans-Curzonia; tiếng Ba Lan: Zakerzonie) Là một cái tên không chính thức để gọi các vùng lãnh thổ của Ba Lan ở phía tây của giới tuyến Curzon, đã từng có khá lớn dân số Ukraina, trong đó đáng kể là Lemko, Boyko và Ruthenia, trước khi cuộc xâm lược của Ba Lan do Liên Xô và phát xít Đức vào năm 1939, và được tuyên bố là lãnh thổ dân tộc Ucraina bởi những người theo chủ nghĩa dân tộc Ucraina sau hậu quả của Thế chiến II.
"Zakerzonia" là viết tắt của "lãnh thổ nằm ngoài giới tuyến Curzon", hoặc trong tiếng Ukraina là "Zakerzons'kyi krai".
Quân đội nổi dậy Ucraina (UPA), khi đang ở đỉnh cao kiểm soát các vùng lãnh thổ, đã tuyên bố kế hoạch thành lập Cộng hòa Transcurzon.
Nhân khẩu học của Zakerzonia đã thay đổi đáng kể sau việc tái định cư cưỡng bức của người Ukraine, với chủ trương chính là tái định cư của người Ukraine từ Ba Lan sang Liên Xô (1944-1946) và Chiến dịch Vistula (1947).

## Ukraine ở Ba Lan trong thời gian 1939-1950
Pyotr Eberhardt ước tính rằng vào năm 1939, số lượng người Ukraine giữa giới tuyến Curzon và giới tuyến Oder-Neisse là 657.500 người.
Timothy Snyder đưa ra một ước tính tương tự: lên tới 700.000 người Ukraine hoặc những người nói tiếng Ukraine sống ở Ba Lan ngay sau Thế chiến II tại biên giới mới. Họ là một "đa số nhân khẩu học ở nhiều khu vực dọc theo một dải biên giới dài chạy từ Chełm gần như đến Kraków ". Tuy nhiên, dữ liệu của ông không được coi là đáng tin cậy, bởi vì, ví dụ, khu vực gần Kraków, Tarnów, Rzeszów, Zamość và những nơi khác hoàn toàn là người Ba Lan trong nhiều thế kỷ.
Năm 1946, chỉ còn 220,2 nghìn người Ukraine còn lại sống ở Ba Lan, con số này giảm xuống còn 150 nghìn vào năm 1950.